# Škola ekonomické vědy

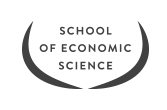
Logo of the School of Economic Science

Škola ekonomické vědy (anglicky School of Economic Science - odtud zkratka SES) je britská duchovní společnost, která se snaží o vytvoření syntézy ezoterického křesťanství a východní filozofie.

## Vznik
Školu založil v Londýně v roce 1937 Andrew MacLaren. Po několika letech převzal vedení společnosti jeho syn, Leon MacLaren. Roku 1950, rok před smrtí Andrew MacLarena, se hnutí spojilo se Studijní společností. V roce 1994 se do čela hnutí postavil Donald Lambie.